# Leptoctenopsis plagiogramma
Leptoctenopsis plagiogramma là một loài bướm đêm trong họ Geometridae.